# Verde Valle
Verde Valle es un complejo deportivo propiedad del Club Deportivo Guadalajara, inaugurado en octubre de  1979.  Las instalaciones se encuentran ubicadas en calle Madero número 5840, Jocotán, en la Zona Metropolitana de Guadalajara.
En 1979, el entonces presidente del Guadalajara, Alfonso Cuevas, adquirió cinco hectáreas al «Club Hípico Verde Valle», con el fin de construir canchas para las fuerzas básicas del club. El complejo permaneció siendo de uso exclusivo para la formación de nuevos jugadores hasta el año 2006, aunque ocasionalmente era utilizado por el primer equipo cuando la cancha  «Anacleto Macías Tolán» del Club Guadalajara, en la colonia Providencia, no se encontraba disponible o en condiciones adecuadas.
Actualmente es el principal campo de entrenamiento del primer equipo del Club Deportivo Guadalajara. Entre sus instalaciones deportivas se encuentran dos canchas de fútbol, dormitorios, sala de prensa y oficinas administrativas. A un lado de la cancha principal se encuentra un espacio reservado para que los aficionados puedan ver el entrenamiento del equipo. Por su parte, las fuerzas básicas del club aún siguen haciendo uso de las instalaciones.

## Cancha Fausto Prieto
La cancha «Fausto Prieto», es el campo de juego principal dentro de las instalaciones del complejo deportivo Verde Valle. Adopta este nombre en homenaje a Fausto Prieto, futbolista y entrenador del Club Deportivo Guadalajara, quien formó parte de la institución desde 1923.
Fue reacondicionada en 2004, como parte de la reconstrucción que sufrieron las instalaciones de Verde Valle, proyecto donde también se edificaron los vestidores actuales. En 2012 tuvo un cambio de césped, la superficie fue revestida con pasto “Tall Fescue” de triple corona, con la intención de homologar al césped utilizado en el Estadio Chivas.
Actualmente es utilizada por el primer equipo para realizar sus entrenamiento, y por algunos de los equipos de fútbol base para disputar sus partidos como local.